# Expulsão dos asiáticos de Uganda

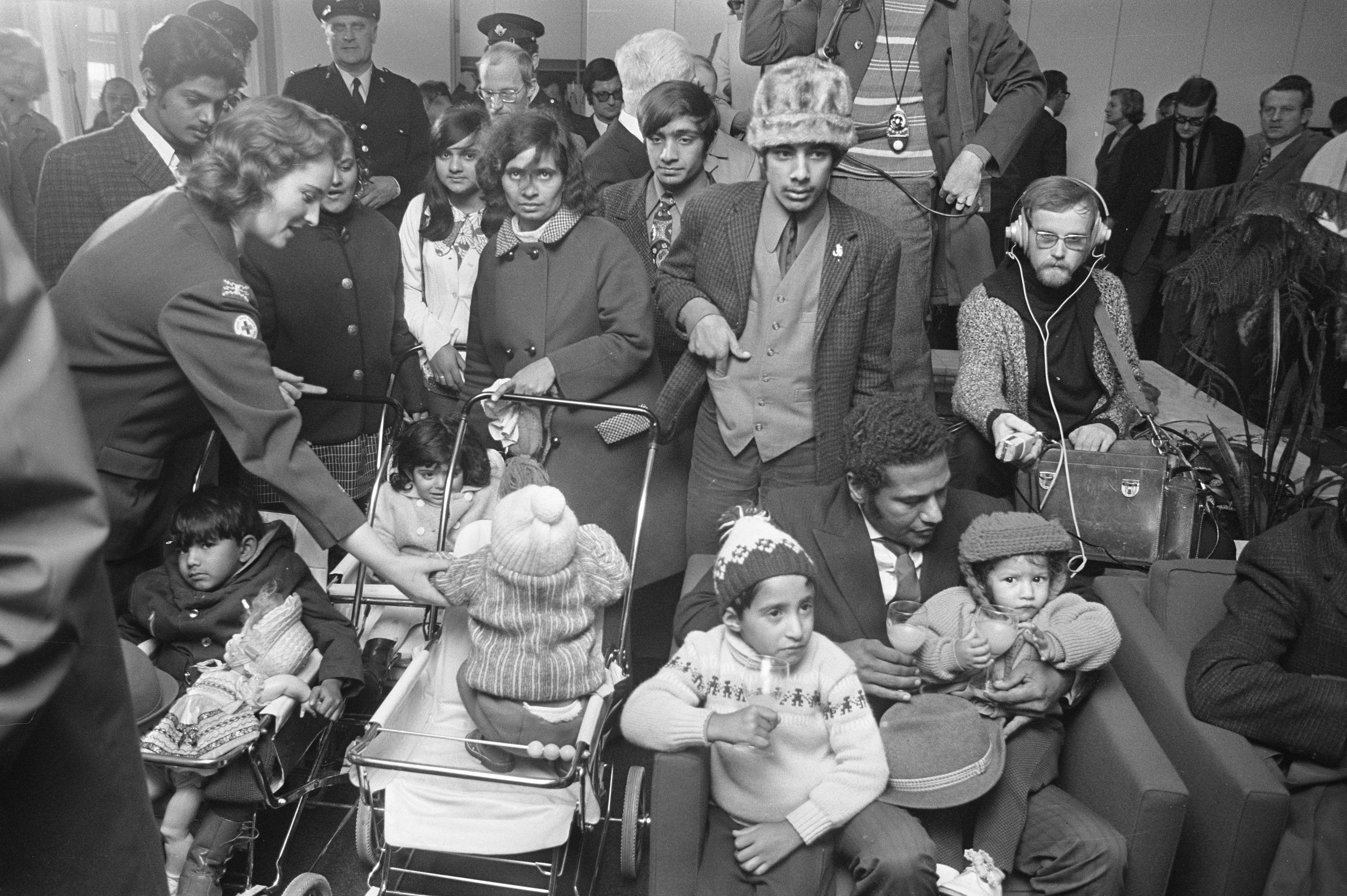
Refugiados indianos de Uganda, nos Países Baixos, em 1972.

No início de agosto de 1972, o então presidente de Uganda, Idi Amin, ordenou a expulsão da minoria asiática do seu país, dando-lhe 90 dias para deixar Uganda. No momento da expulsão, havia cerca de 80.000 indivíduos de ascendência indiana (a maioria guzerate). A expulsão ocorreu num contexto de aumento do sentimento anti-indiano em Uganda, em que Amin acusava a minoria asiática da população de deslealdade, não integração e má prática comercial, afirmações estas que os líderes indianos contestavam. Amin defendeu a expulsão sob o argumento de que ele estava "devolvendo Uganda para os ugandenses étnicos".
Cerca de 27.200 dos expulsos refugiaram-se no Reino Unido. Dos outros refugiados contabilizados, 6.000 foram para o Canadá, 4.500 para a Índia e 2.500 foram para o vizinho Quênia ou para Paquistão. No total, cerca de 5.655 firmas, fazendas, ranchos e propriedades agrícolas foram confiscados e realocados, juntos com carros, casas e outros bens domésticos que pertenciam aos asiáticos.
A expulsão dos asiáticos causou o colapso da economia de Uganda. Em 1972, os asiáticos eram proprietários de 90% das empresas do país e contribuíam com 90% das receitas fiscais de Uganda. Muitas das propriedades dos asiáticos foram entregues aos favoritos de Amin, que vendiam tudo e depois as fechavam.

## Histórico

### A imigração asiática para Uganda
Uganda foi uma colônia britânica. A presença de sul-asiáticos em Uganda foi o resultado de escolhas deliberadas da administração britânica (1894–1962). No final do século XIX, a Ferrovia da África Oriental começou a ser construída. Dos cerca de 16.000 indivíduos que trabalharam na sua construção, 15.000 eram indianos, a maioria "coolies" contratados. Os africanos, que possuíam suas próprias terras, de onde retiravam sua principal subsistência, trabalhavam fora das suas terras por breves períodos - parando sempre que sentiam a necessidade ou o desejo de voltar para casa. Daí a necessidade de atrair mão de obra estrangeira para a construção da ferrovia.
Os indianos que construíram a primeira ferrovia de Uganda atraíram lojistas compatriotas, que vendiam seus produtos para eles. Esses lojistas indianos permaneceram em Uganda depois que a ferrovia foi concluída, vendendo seus produtos não apenas para os seus conterrâneos, mas também para os britânicos e, principalmente, para a população indígena africana.
A maioria dos indianos em Uganda se estabeleceu como pequenos varejistas e prestamistas, mas os indianos também estavam desproporcionalmente representados entre os donos das poucas empresas de grande porte de Uganda. Dois dos grandes conglomerados ugandenses, Madhvani Company e Mehta and Sons, eram de propriedade indiana. Não havia, em toda a África, qualquer empresa de escopo ou magnitude comparáveis.
O enorme papel econômico dos indianos na transformação das economias da África Oriental é ainda mais notável por causa do seu número pequeno em proporção à população total desses países. No auge do seu tamanho populacional em Uganda, no final da década de 1960, indianos, paquistaneses e goeses, juntos, somavam menos de 100.000 pessoas, num país de mais de 8 milhões. Eles eram pouco mais de 1% da população.
Embora nem todos os asiáticos de Uganda fossem bem sucedidos, eles estavam, em média, em melhor situação do que os ugandenses nativos. Conquanto constituíssem somente 1% da população, detinham um quinto da renda nacional.

### As origens da hostilidade contra a minoria asiática
Durante o curso de um século, os asiáticos, sobretudo indianos, passaram a dominar o setor moderno da economia de Uganda. Eles forneciam a mão de obra qualificada, o capital e o empreendedorismo que movimentavam a economia ugandense. Essa posição social mais elevada da comunidade asiática gerava ressentimentos e hostilidades.
A hostilidade contra a minoria asiática começou com os europeus. Os colonos europeus - que geralmente chegaram a Uganda depois dos indianos - foram seus primeiros e mais ruidosos críticos. Durante a Primeira Guerra Mundial, os europeus conseguiram introduzir controles governamentais e restrições à indústria do algodão, com o efeito líquido de beneficiar os europeus que estavam tendo dificuldades de competir com os indianos.
À medida que os africanos foram tomando o controle de Uganda, a hostilidade dos africanos contra os europeus foi sendo transferida contra os indianos. Em meados do século XX, o número de pequenos empresários africanos e de instruídos cresceu em Uganda. Esses indivíduos aspiravam ocupar os cargos na economia e no serviço público ocupados pelos indianos. Esses grupos africanos tendiam a ter uma visão anti-indiana e insuflavam um sentimento de ressentimento dos africanos contra os indianos. Em meados da década de 1950, a hostilidade aberta aos comerciantes indianos se espalhou entre os africanos, às vezes expressa em destruição e pilhagem.
Os indianos de Uganda foram estereotipados como "meros comerciantes", que tentavam enganar compradores desavisados e que só pensavam nos seus próprios interesses. Durante o governo de Milton Obote, foi colocada em prática uma política de "africanização", que incluía políticas direcionadas aos asiáticos de Uganda. O Comitê de 1968 sobre a "Africanização no Comércio e na Indústria", por exemplo, fez propostas indofóbicas de longo alcance. Em 1969, um sistema de autorizações de trabalho e de licenças de comércio foi introduzido, para restringir o papel dos indianos nas atividades econômicas e profissionais do país. A constituição de 1967 de Uganda incluiu uma "cláusula do avô", sob a qual as pessoas só poderiam se tornar cidadãs se seus pais ou avós fossem cidadãos ugandenses - claramente um obstáculo para impedir os indianos de alcançar a cidadania. No entanto, com a ascensão de Idi Amin ao poder, a perseguição contra os indianos aumentou ainda mais.

### As políticas anti-indianas de Idi Amin

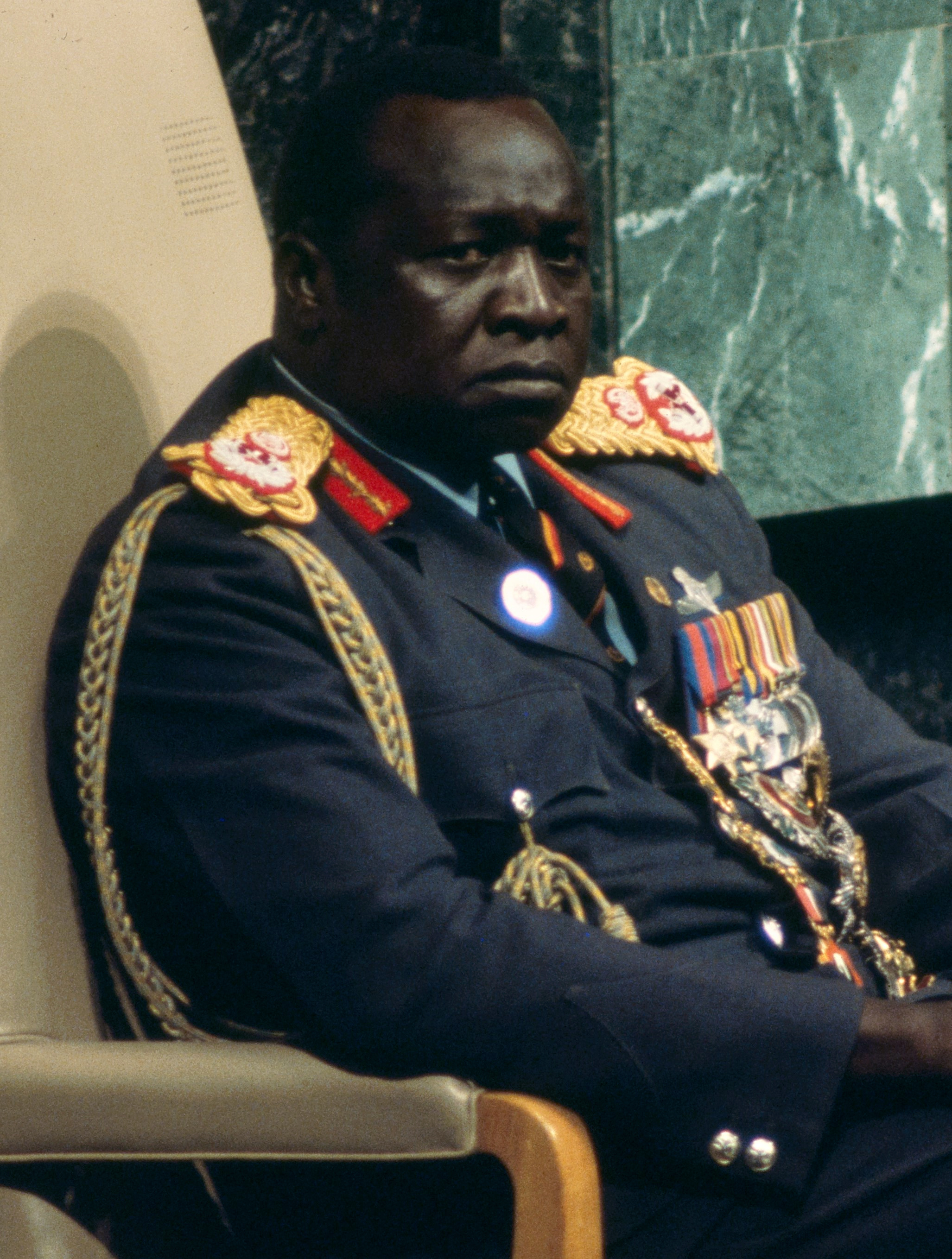
O ditador Idi Amin, responsável pela expulsão dos asiáticos de Uganda.

Em 1969, o ditador Idi Amin chegou ao poder em Uganda. Em agosto de 1971, Amin anunciou uma revisão do status de cidadania concedida à comunidade asiática de Uganda, seguida pela declaração de um censo, para contabilizar a população asiática do país, em outubro daquele ano. Para resolver os "mal-entendidos" sobre o papel da minoria asiática de Uganda na sociedade, Amin convocou uma "conferência indiana" para 7 e 8 de dezembro. Num memorando apresentado no segundo dia à conferência, ele expressou sua esperança de que "o grande fosso" entre os asiáticos e os africanos de Uganda diminuiria. Embora tenha homenageado os indianos pelas suas contribuições para a economia de Uganda, Amin acusou a minoria asiática da população de deslealdade, não integração e má prática comercial. Sobre a polêmica questão da nacionalidade, Amin declarou que seu governo reconheceria os direitos de cidadania já concedidos, mas todos os pedidos pendentes de cidadania (que, a essa altura, estimava-se que chegassem a mais de 12.000) seriam cancelados.
"Estamos determinados a fazer do ugandense comum o senhor de seu próprio destino e, acima de tudo, a fazer com que ele desfrute das riquezas de seu país. Nossa política deliberada é transferir o controle econômico de Uganda para as mãos dos ugandeses, pela primeira vez na história de nosso país." Discurso de Idi Amin, sobre a perseguição às minorias.

### A expulsão
Os asiáticos apenas ordenhavam a vaca, mas não a alimentavam para produzir mais leite.
Agora existem rostos negros em todas as lojas e indústrias. Todos os carros grandes em Uganda agora são dirigidos por africanos, e não pelos ex-sugadores de sangue. O resto da África pode aprender conosco.

—Fala do presidente Idi Amin, após a expulsão dos asiáticos.
Em 4 de agosto de 1972, Amin acusou os asiáticos de "sabotar a economia de Uganda e encorajar a corrupção". Ele decretou a expulsão da comunidade asiática e estabeleceu um prazo de saída de três meses, para os asiáticos com cidadania britânica. Em 9 de agosto, a política foi expandida para incluir cidadãos da Índia, do Paquistão e de Bangladesh. A situação dos 23.000 asiáticos que tinham a nacionalidade de Uganda (e, em particular, daqueles que não tinham outra nacionalidade) era menos clara. Não incluídos originalmente, em 19 de agosto, eles foram aparentemente adicionados à lista, antes de serem isentos novamente, três dias depois, após um protesto internacional. Muitos, porém, optaram por ir embora, em vez de sofrer mais intimidações. O ditador ainda ameaçou os asiáticos que ousassem permanecer em Uganda: "Se não partirem, vão se ver sentados em cima de fogo". Amin limitou severamente quanto dinheiro (55 libras esterlinas) os refugiados podiam levar com eles. A população asiática de Uganda, que era de 96.000 pessoas em 1968, foi estimada em apenas 1.000, no final de 1972.
Os decretos de Amin geraram condenação mundial imediata, incluindo da Índia. O governo indiano advertiu Uganda sobre as terríveis consequências, mas não tomou nenhuma atitude quando o governo de Amin ignorou o ultimato. O Reino Unido congelou um empréstimo de £ 10,4 milhões que havia sido obtido no ano anterior; Amin simplesmente ignorou. O êxodo dos asiáticos de Uganda assumiu um novo nível de urgência em setembro, após um telegrama de Amin para o secretário-geral da ONU Kurt Waldheim, no qual parecia que Idi Amin simpatizava com o tratamento que Adolf Hitler deu aos judeus. A ONU enviou o Secretário Executivo da Comissão Econômica para a África Robert K. A. Gardiner, que tentou, em vão, convencer Amin a reverter sua decisão.
Muitos dos indianos de Uganda eram cidadãos do Reino Unido e das colônias e 27.200 deles posteriormente refugiaram-se no Reino Unido. Dos outros refugiados contabilizados, 6.000 foram para o Canadá, 4.500 foram para a Índia e 2.500 foram para o vizinho Quênia. Malawi, Paquistão, Alemanha Ocidental e Estados Unidos receberam 1.000 refugiados cada, com um número menor emigrando para Austrália, Áustria, Suécia, Noruega, Maurício e Nova Zelândia. Cerca de 20.000 refugiados não foram encontrados.

### As consequências da expulsão
A expulsão dos asiáticos foi desastrosa para a economia de Uganda. Os asiáticos eram proprietários de muitas das grandes empresas em Uganda, e o seu expurgo da economia ugandense foi virtualmente total. Em 1972, embora fossem somente 1% da população, os asiáticos eram donos de 90% das empresas do país e contribuíam com 90% das receitas fiscais de Uganda. Com a expulsão, cerca de 5.655 firmas, fazendas, ranchos e propriedades agrícolas foram confiscados e realocados. Muitas dessas propriedades foram entregues para os favoritos de Idi Amin, que simplesmente vendiam tudo e as fechavam. Ademais, como a minoria asiática era mais qualificada que a média da população ugandense, a produtividade e a arrecadação de impostos desabaram, atingindo severamente a economia de Uganda.
Embora Amin proclamasse que o "homem comum" era o beneficiário da expulsão (expulsão esta que foi imensamente popular entre a população ugandense), na verdade foi o exército que ficou com as casas, os carros e os negócios da minoria asiática expulsa. As consequências foram um desastre. Os negócios dos asiáticos foram destruídos, as fábricas de cimento em Tororo e Fort Portal entraram em colapso por falta de manutenção e a produção de açúcar literalmente paralisou, pois as máquinas sem manutenção travaram permanentemente. As safras de exportação de Uganda eram vendidas por empresas estatais, mas a maior parte da moeda estrangeira obtida era destinada à compra de mais produtos importados para o exército.
Arrependido da expulsão, o governo de Uganda tentou reverter a situação e atrair de volta os asiáticos expulsos, por meio da restauração das milhares de propriedades confiscadas que lhes pertenciam. No entanto, poucos asiáticos retornaram do exterior para retomar seus negócios. Foi somente quando o presidente Yoweri Museveni assumiu o poder, em 1986, que o número de asiáticos em Uganda voltou a crescer. Museveni criticava as políticas de Idi Amin e convidou os indianos a voltar. Os indianos retornados a Uganda ajudaram a reconstruir a economia do país e estão financeiramente bem estabelecidos.